# Теорема Косніти

Точка Косніти x(54) трикутника ABC

Теорема Косніти — це властивість деяких кіл, пов'язаних з довільним трикутником.
Нехай {\displaystyle ABC} — довільний трикутник, {\displaystyle O} — центр його описаного кола, а {\displaystyle O_{a},O_{b},O_{c}} — центри описаних кіл трьох трикутників {\displaystyle OBC}, {\displaystyle OCA} і {\displaystyle OAB} відповідно. Теорема стверджує, що три прямих {\displaystyle AO_{a}}, {\displaystyle BO_{b}} і {\displaystyle CO_{c}} перетинаються в одній точці. Цей факт встановив румунський математик Цезар Косніта (Cezar Coşniţă, 1910—1962).
Точка, в якій прямі перетинаються, відома як точка Косніти трикутника (назву дав Рігбі в 1997). Точка є ізогонально спряженою центру дев'яти точок. Точка має позначення {\displaystyle X(54)} поміж чудових точок трикутника в списку Кімберлінга. Теорема є окремим випадком теореми Дао про 6 центрів описаних кіл для вписаного шестикутника.

## Властивості

Трикутник T з вершинами A, B і C; O — центр описаного кола (червоне).
A*, B* і C* — точки, симетричні точкам A, B і C відносно протилежної сторони.
M — точка перетину кіл Масельмана.
Зелене коло — коло дев'яти точок, N — його центр.
K — точка Косніти.

- Точка Косніти K тісно пов'язана з точкою M Масельмана (з точкою перетину кіл Масельмана). Див. рис. і теорему Масельмана. Точка Масельмана {\displaystyle M} є точкою інверсії точки Косніти відносно кола, описаного навколо трикутника {\displaystyle T}.